# The Legend of Spyro: Dawn of the Dragon
The Legend of Spyro: Dawn of the Dragon er det tredje og sidste spil i The Legend of Spyro trilogien. For første gang er et Spyro spil oversat 100% til dansk, med stemmer fra bl.a Mathias Klenske som Spyro og Thea Ulstrup som Spyro's allieret, og gamle fjende, Cynder. I den engelske version høres der bl.a stemmer fra Elijah Wood, Christina Ricci og Gary Oldman.
Historie: Spyro og Cynder vågner efter at have været i dvale i 3 år. Men lige fra de vågner, skal de kæmpe for deres liv og opdager til deres store overraskelse, at de er lænket sammen af magi og ikke kan tage mere end nogen meter fra hinanden. De opdager sener at Malefor er løs og de andre drager ikke er til den store hjælp. Så Spyro og Cynder må så godt som alene klare alle Malefors skabninger og Malefor selv.

## Stemmer
I modsætning til de to foregående spil, er dette spil  også udstyret med danske stemmer.
| Tegn                                  | Engelske stemmer                                         | Danske stemmer  |
| ------------------------------------- | -------------------------------------------------------- | --------------- |
| Spyro                                 | Elijah Wood                                              | Mathias Klenske |
| Cynder                                | Christina Ricci                                          | Thea Ulstrup    |
| Sparx                                 | Wayne Brady                                              | Donald Andersen |
| Ignitus                               | Gary Oldman                                              | Stig Hoffmeyer  |
| Hunter                                | Blair Underwood                                          | Peter Zhelder   |
| Meadow                                | Fred Tatasciore                                          | Peter Zude      |
| Volteer                               | Corey Burton                                             | Ole Lemmeke     |
| Cyril                                 | Jeff Bennett                                             | Kristian Holst  |
| Terrador                              | Kevin Michael Richardson                                 | Timm Mehrens    |
| Eneboreren (Hermit)                   | Kevin Michael Richardson                                 | Timm Mehrens    |
| Cheif Prowlus                         | Kevin Michael Richardson                                 | Timm Mehrens    |
| Mason                                 | Corey Burton                                             | Ole Lemmeke     |
| Historieskriveren (The Chronicler)    | Martin Jarvis                                            | Lars Thiesgaard |
| Malefor Mørkets herre/The Dark Master | Mark Hamill                                              | Dick Kaysø      |
| Øvrige stemmer                        | Corey Burton, Jeff Bennett, Chris Wilson, Michael Graham | Ukendt          |